# Віктор Колонезе
Віктор Колонезе (порт. Victor Colonese, 16 січня 1992) — бразильський плавець.
Призер Панамериканських ігор 2019 року.